# Cock Fight
Cock Fight  é um filme mudo estadunidense em curta-metragem de 1894, dirigido e produzido por William K.L. Dickson para o Edison Studios, de Thomas Edison. Faz parte de uma série de curtas de Edison mostrando atuações de circo e vaudeville. Seus estúdios ficaram conhecidos por filmar este tipo de performance. É considerado um filme perdido.

## Sinopse
Dois galos de briga lutam entre si, no Edison Studios. Este filme foi refeito posteriormente, no mesmo ano, com detalhes adicionais acrescentados, resultando em Cock Fight, No. 2.